# Bansko (gmina)
Bansko (bułg. Община Банско) – gmina w południowo-zachodniej Bułgarii, w obwodzie Błagojewgrad.

## Miejscowości
Miejscowości wchodzące w skład gminy Bansko:
- Bansko (bułg.: Банско) – siedziba gminy,
- Dobriniszte (bułg.: Добринище),
- Filipowo (bułg.: Филипово),
- Gostun (bułg.: Гостун),
- Kremen (bułg.: Кремен),
- Mesta (bułg.: Места),
- Obidim (bułg.: Обидим),
- Osenowo (bułg.: Осеново).